# IC 2200
IC 2200 est une vaste galaxie spirale intermédiaire située dans la constellation de la Carène. Sa vitesse par rapport au fond diffus cosmologique est de 3 384 ± 24 km/s, ce qui correspond à une distance de Hubble de 49,9 ± 3,5 Mpc (∼163 millions d'al). Elle a été découverte par l'astronome américain DeLisle Stewart en 1900.
La classe de luminosité de IC 2200 est II.

## Groupe de NGC 2369
IC 2200 fait partie d'un groupe de galaxies d'au moins 6 membres, le groupe de NGC 2369. Outre IC 2200 et NGC 2369, les autres galaxies du groupe sont NGC 2369A (PGC 20640), NGC 2381, NGC 2417 et IC 2200A (PGC 21062).
Comme on peut le constater sur l'image de IC 2200, elle est en interaction gravitationnelle avec la galaxie PGC 21062 qui est souvent appelée IC 2200A. La vitesse radiale de PGC 21062 est de 3 242 km/s, soit presque la même que celle de IC 2200. Elles forment donc une paire de galaxies.